# コロンビア特別区消防局
コロンビア特別区消防局（コロンビアとくべつくしょうぼうきょく、英: The District of Columbia Fire and Emergency Medical Services Department, 略称：DCFD または DC Fire & EMS）はアメリカ合衆国コロンビア特別区に消防救助および救急医療サービスを提供している組織。
特別区消防医局は地方行政機関であり、連邦直轄地に消防や救急活動の他危険物流出等のあらゆる緊急事態に対応する責任を担う。（連邦機関の消防についてはアメリカ合衆国消防局を参照）。日本語ではコロンビア特別区消防本部と訳されることもある。

## 沿革

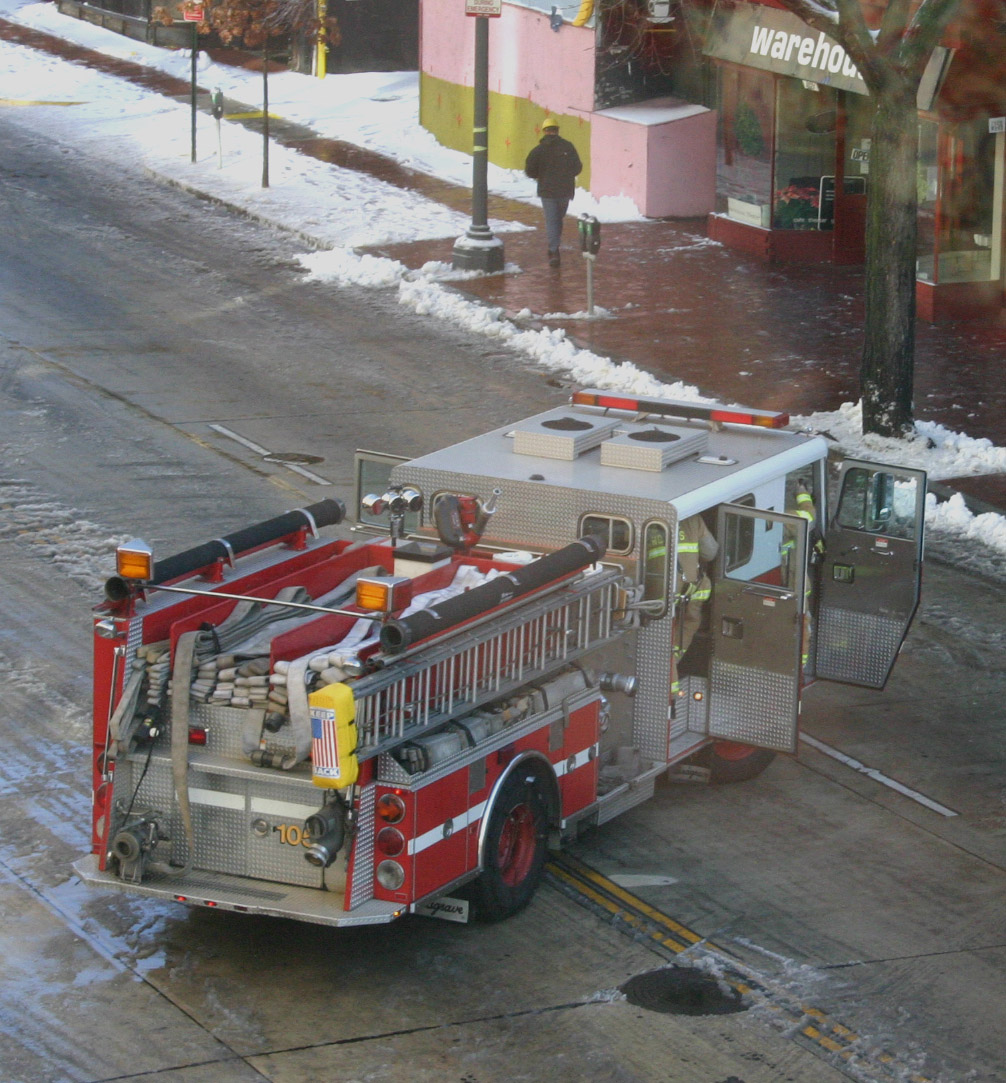
2005年12月に撮影された特別区消防局のポンプ車。

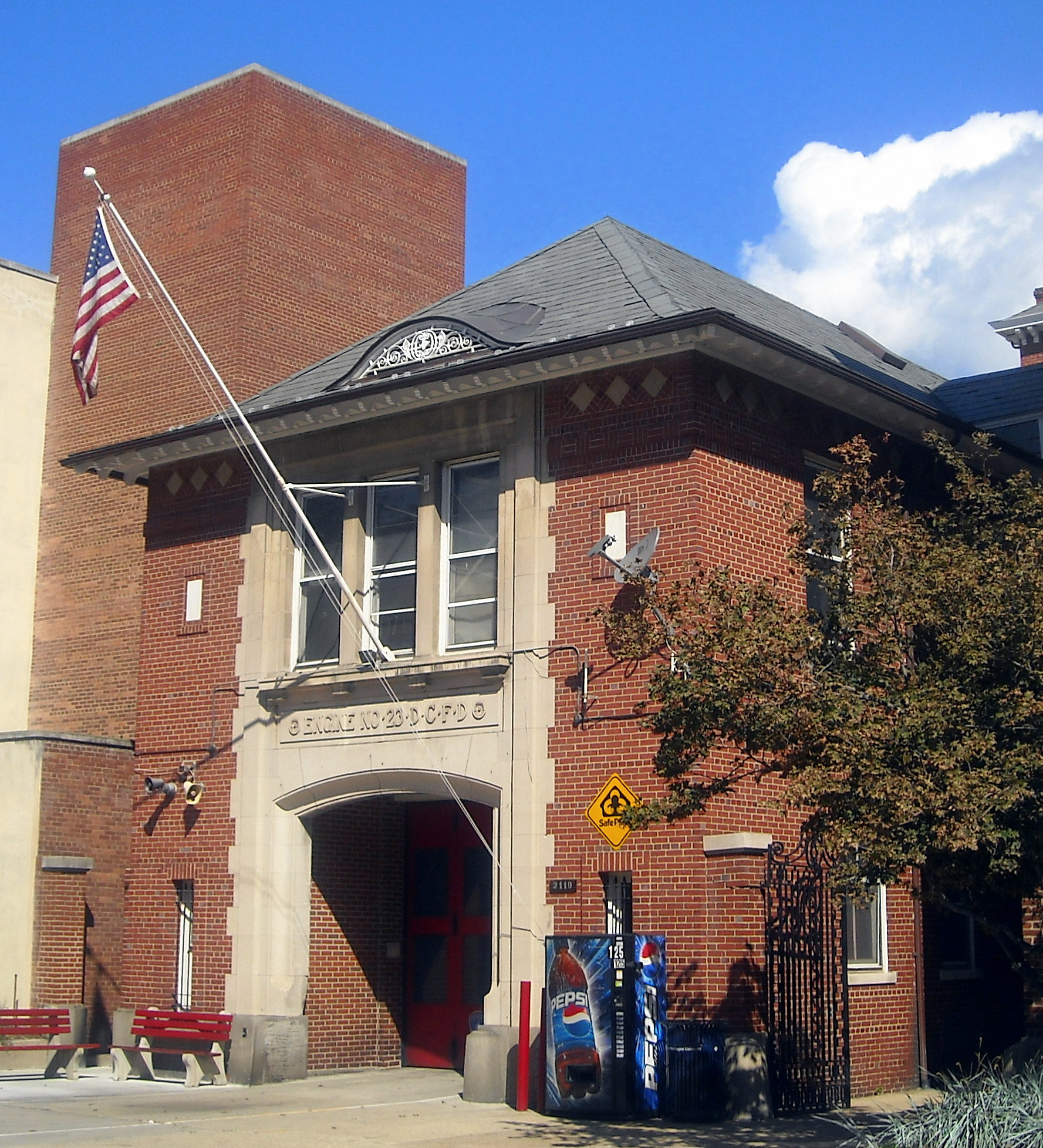
コロンビア特別区消防局第23分署（ポンプ隊が所属）

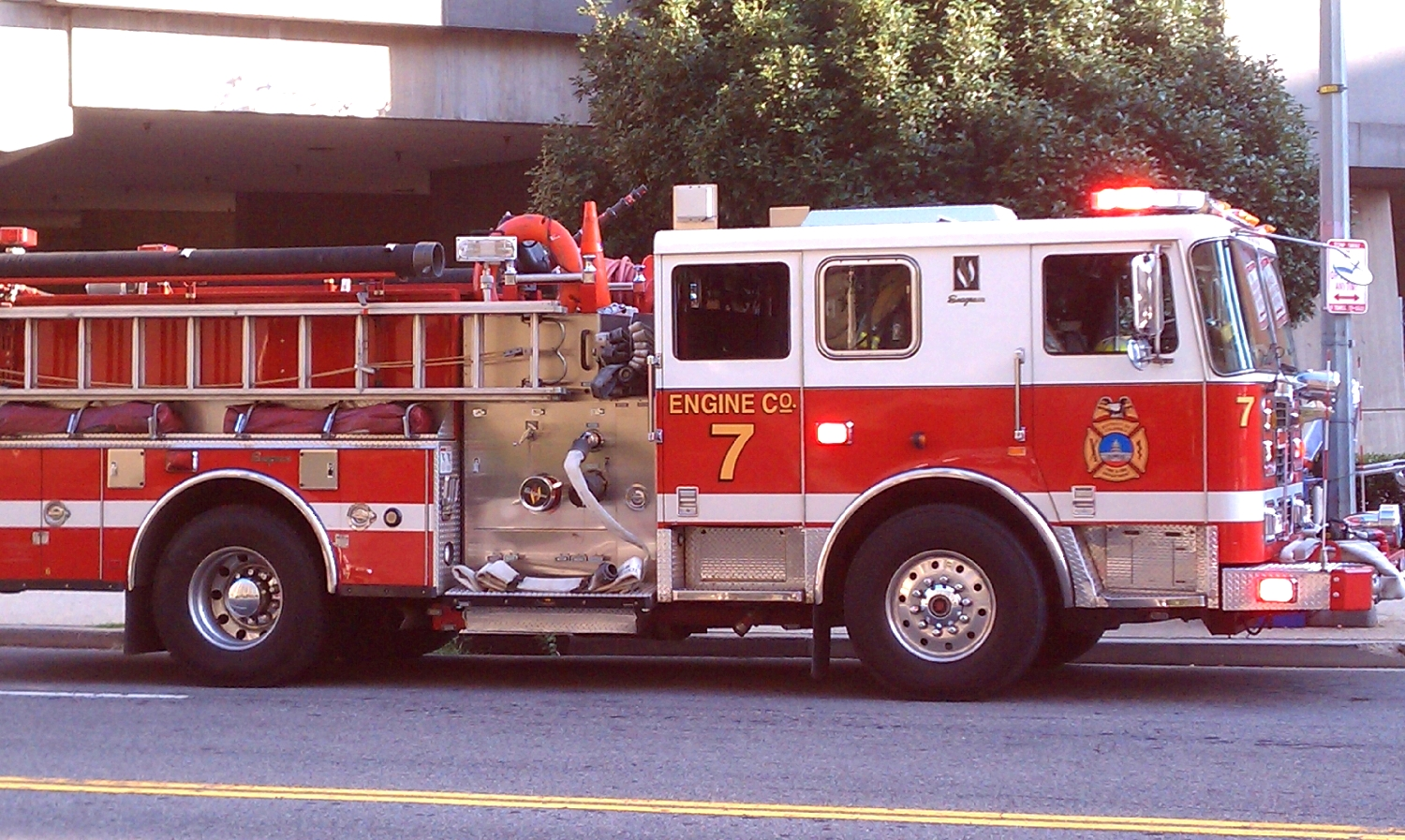
特別区消防 ポンプ7

1803年1月13日、コロンビア特別区は火災管理に関する最初の法律を可決し、特別区内の各建物の所有者は、階ごとに少なくとも1つの革製消防バケツを提供する義務があり、違反した場合不足しているバケツごとに1ドルの罰金を支払う必要があった。
特別区の最初の消防組織は民間によって組織された消防団（ボランティア）だった。消防団は複数組織されており、各消防団による競争などの問題が発生したため、コロンビア特別区は1864年に、各消防団を統合し、常備消防を組織する法律が作られた。統合が1871年9月23日に実施される前の7年間、常備消防吏員と消防団員が組み合わせて配置された。特別区消防局には当時、3台のポンプ車と2台はしご車を配置していた。
1900年には、14隊のポンプ隊、4隊のはしご隊、および2隊の化学消防隊が配備されるなどした。
1968年のマーティンルーサーキングジュニアの暗殺に続く暴動の際に特別区消防局職員全体が動員された。4日間の混乱により、区民の不安、略奪、放火が蔓延し、最終的には70隊が近隣消防本部特別区消防局を支援するために駆けつけ、500件以上の火災に共同で対応した。また、120件の救助活動を伴う事件・事故が発生した。
1970年代と1980年代に、白人中心の特別区消防局にアフリカ系アメリカ人が管理職に昇進することを求めたため、消防局は人種的緊張への対応が急務となった。

### 2010年代の財政難と車両維持の問題
2010年1月、ワシントン・エグザミナーは、政府機関が2010会計年度の予算で年功序列の消防予算を立てることができず、200万ドルが不足する報告した。消防局は新規採用を取りやめ、130人の人員が不足した。政府機関の予算の75 %以上が、職員給与と福利厚生に充てられるためであった。
2010年以降、車両の維持整備に関する問題も悪化した。消防局は維持費削減のため予備車を全て廃車とした。2012年に消防局は車両の状態と場所の正確なデータベースを作成するために182,000ドルの費用でコンサルタントを雇用した。特別区評議会とコロンビア特別区の監察官が、消防局の記録を強く批判した。
2013年7月、車両維持の問題により60台以上の救急車が使用できなくなり、メジャーリーグの試合で医療スタッフを提供するために民間の救急車サービスを雇うことを余儀なくされた。2013年8月8日、特別区消防局の救急車は、バラクオバマ大統領の警護車列に加わって移動していた際に燃料を使い果たし、ホワイトハウスのサウスローンで立ち往生してしまった。 （救急隊員が給油を忘れたため。）2013年8月13日、2台の消防局救急車から出火した。1台は傷病者搬送中であり、もう1台は通報現場に向かっている途中だった。

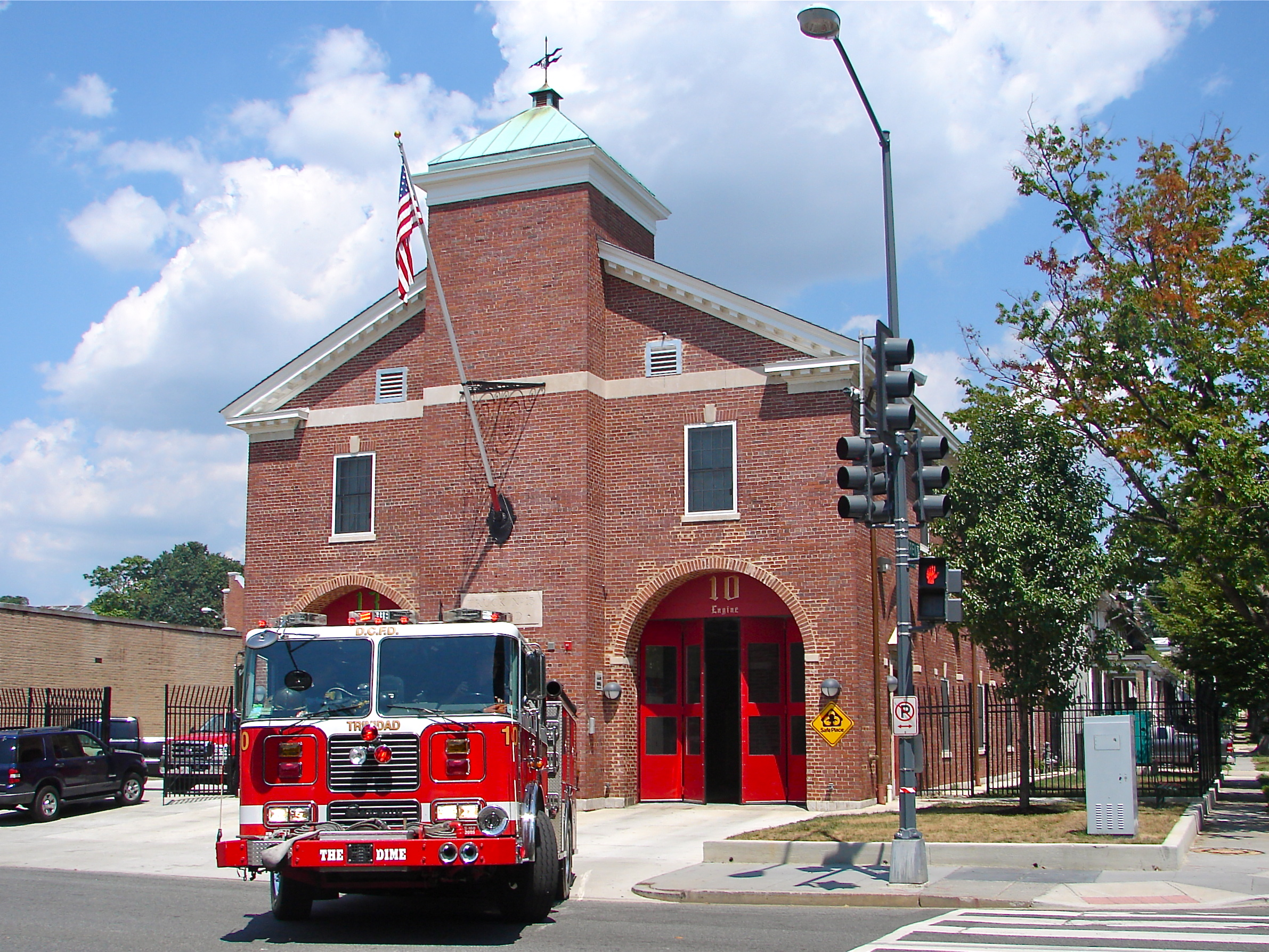
トリニダードにある第10ポンプ隊と第13はしご隊が所属する分署。

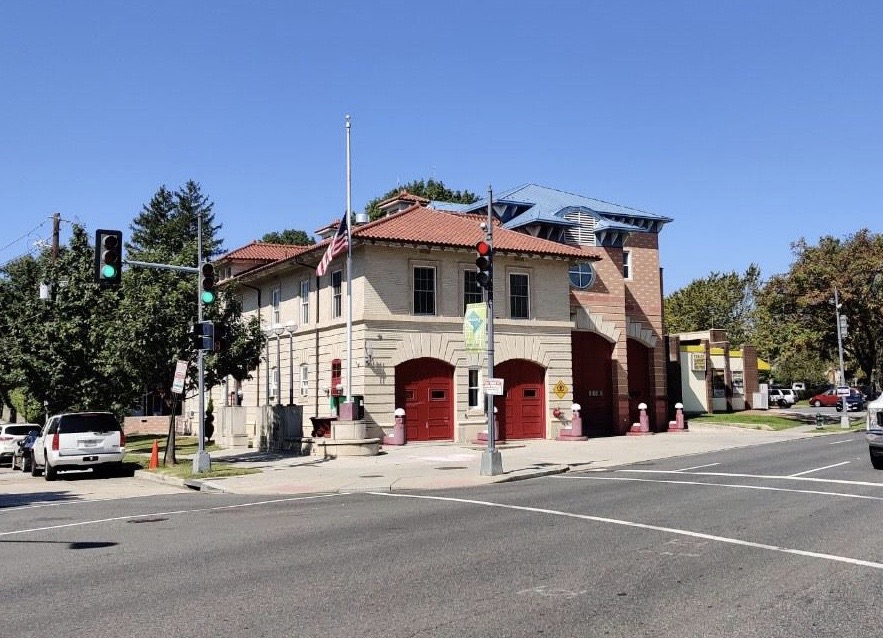
テンレイタウンにある第20ポンプ隊と第12はしご隊が所属する分署

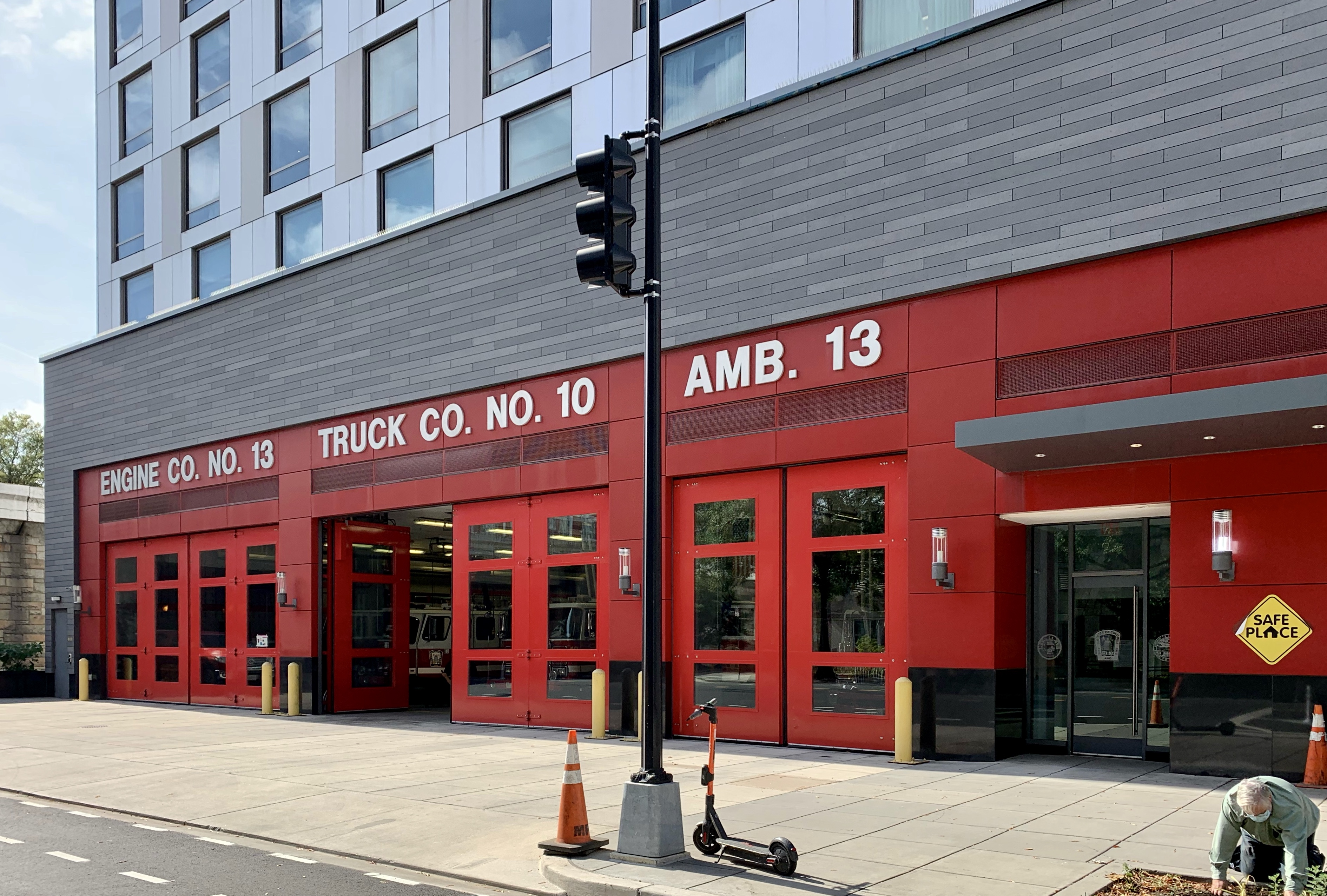
ランファンプラザにある第13分署